# Чала, Анибаль
Ани́баль Эрна́н Чала́ Айови́ (исп. Aníbal Hernán Chalá Ayoví; род. 9 мая 1996, Мира, Карчи) — эквадорский футболист, защитник клуба «Эмелек».

## Клубная карьера
Чала — воспитанник клуба «Эль Насьональ». 7 июля 2013 года в матче против «Депортиво Куэнка» он дебютировал в эквадорской Примере. 25 января 2014 года в поединке против «ЛДУ Лоха» Анибаль забил свой первый гол за «Эль Насьональ».
В начале 2017 года Анибаль перешёл в американский «Даллас». Сумма трансфера составила 650 тыс. евро. Летом Чала был отдан в аренду «ЛДУ Кито» для получения игровой практики. 22 июля в матче против «Депортиво Куэнка» он дебютировал за новую команду. В конце января 2018 года аренда была продлена ещё на год.

## Международная карьера
В 2015 году Чала принял участие в молодёжном чемпионате Южной Америки в Уругвае. На турнире он сыграл в матчах против команд Аргентины и Перу.

## Титулы и достижения
- Чемпион Эквадора: 2018